# Dynastes tityus
Dynastes tityus är en skalbaggsart som beskrevs av Carl von Linné 1763. Dynastes tityus ingår i släktet herkulesbaggar, och familjen Dynastidae. Inga underarter finns listade i Catalogue of Life.

## Bildgalleri

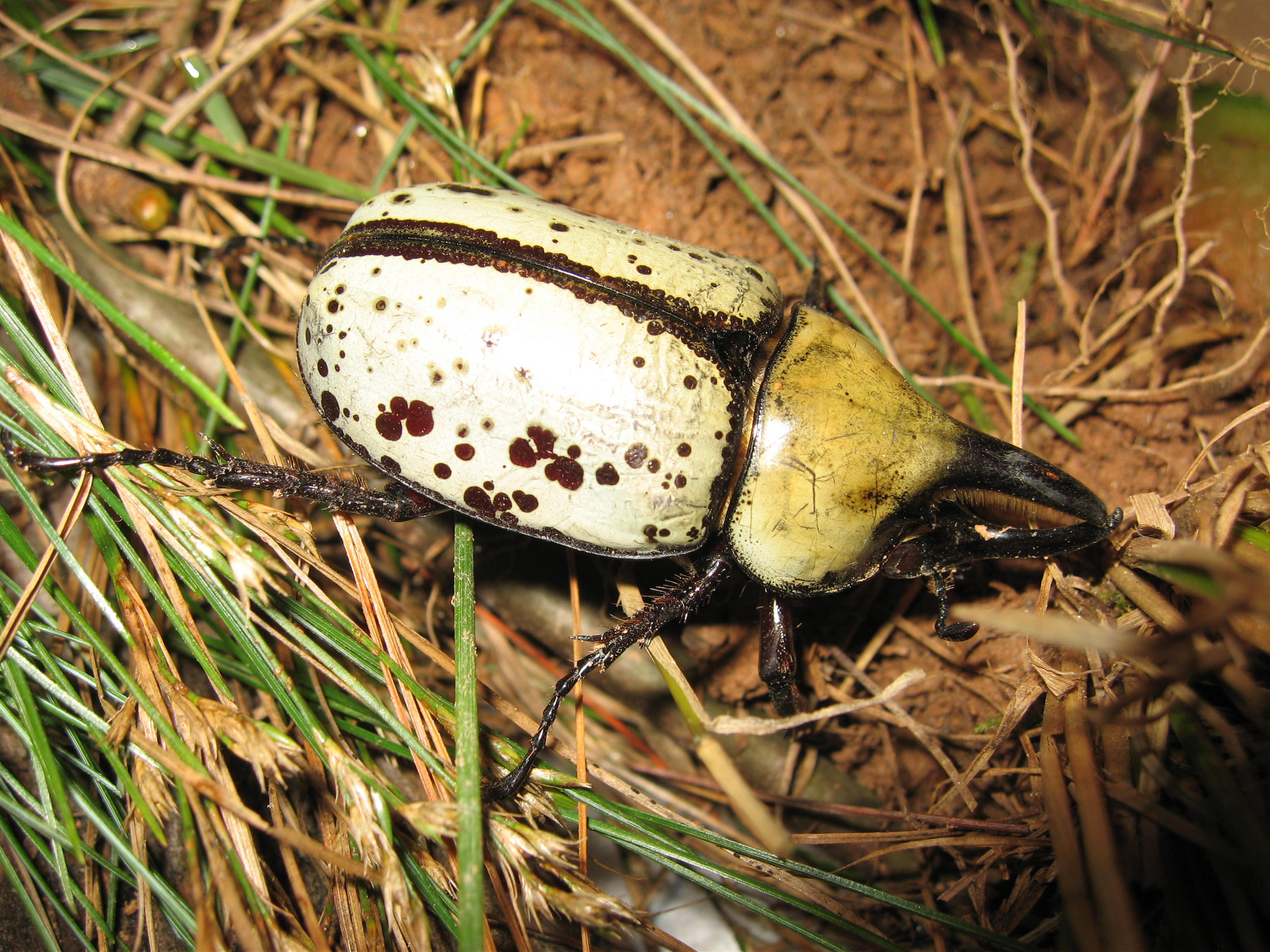